# Cyrtandra munroi
Cyrtandra munroi är en tvåhjärtbladig växtart som beskrevs av Charles Noyes Forbes. Cyrtandra munroi ingår i släktet Cyrtandra och familjen Gesneriaceae. Inga underarter finns listade i Catalogue of Life.